# والتر فايس
الجنرال والتر أوتو فايس، تُكتب أيضًا وايس (5 سبتمبر 1890 - 21 ديسمبر 1967)، جنرالًا ألمانيًا خلال الحرب العالمية الثانية. في عام 1945 أصبح قائدًا لمجموعة جيوش الشمال على الجبهة الشرقية. حصل على وسام الفارس الصليبي الحديدي بأوراق البلوط.

## مسار مهني
ولد فايس في تيلسيت، بروسيا الشرقية، وانضم إلى الجيش في 19 مارس 1908. في بداية الحرب العالمية الثانية، أثناء الحملة البولندية، حصل على قيادة فيلق الجيش الأول، حيث شغل منصب رئيس هيئة الأركان العامة. 1 سبتمبر. في 15 ديسمبر 1940، تولى قيادة فرقة المشاة الخفيفة 97، وفي 15 يناير 1941 قيادة فرقة المشاة 26. كانت هذه الفرقة تابعة لمجموعة الجيوش الوسطى التي شاركت في عملية بربروسا.

## الجوائز
- الصليب الحديدي (1914) الدرجة الثانية (9 سبتمبر 1914) والدرجة الأولى (15 ديسمبر 1915) [1]
- مشبك الصليب الحديدي (1939) الدرجة الثانية (19 سبتمبر 1939) والدرجة الأولى (2 أكتوبر 1939)
- الصليب الألماني في الذهب في 19 فبراير 1943 كجنرال دير إنفانتيري والقائد العام السابع والعشرين. ارميكوربس [2]
- وسام الفارس الصليبي الحديدي بأوراق البلوط
  - صليب الفارس في 12 سبتمبر 1941 كجنرال الرائد وقائد 26. فرقة المشاة [3]
  - باوراق البلوط في 5 نوفمبر 1944 بصفته غنرال أوبرست والقائد العام لل 2. ارمي

## روابط خارجية
- والتر فايس على موقع مونزينجر (الألمانية)

### اقتباسات
1. ↑  Thomas 1998, p. 429.
2. ↑  Patzwall & Scherzer 2001, p. 504.
3. ↑  Scherzer 2007, p. 776.